# Elytorphallus mexicanus
Elytorphallus mexicanus är en plattmaskart. Elytorphallus mexicanus ingår i släktet Elytorphallus och familjen Hemiuridae. Inga underarter finns listade i Catalogue of Life.